# 遥か遠くに見えていた今日
『遥か遠くに見えていた今日』（はるかとおくにみえていたきょう）は、2017年5月17日に発売された奥華子の9枚目のオリジナルアルバム。

## 解説
前作『プリズム』から約1年半ぶりのリリース。前作以降にリリースされたシングル「思い出になれ/愛という宝物」「キミの花/最後のキス」収録曲や、すでにライブ等で披露されていた楽曲など全14曲を収録。
初回限定盤と通常盤の2種類のリリースで、初回限定盤には「キミの花」「最後のキス」のビデオクリップ等が収録されたDVDが付属する。また予約・先着購入特典として、撮り下ろしの写真を使用したオリジナルポスターが、チェーン店別に異なる内容で配布された。
奥は本作について、「今の自分だから感じることを、包み隠さず一つ一つ曲にしています」と話している。

## 収録曲
| 全作詞・作曲: Hanako Oku。 |                    |            |            |                   |                 |      |
| #                          | タイトル           | 作詞       | 作曲・編曲 | 編曲              | 備考            | 時間 |
| 1.                         | 「Rainy day」      | Hanako Oku | Hanako Oku | Hiroomi Shitara   |                 | 5:56 |
| 2.                         | 「恋のはじまり」   | Hanako Oku | Hanako Oku | Hanako Oku        |                 | 2:03 |
| 3.                         | 「愛という宝物」   | Hanako Oku | Hanako Oku | Hanako Oku        |                 | 4:08 |
| 4.                         | 「プロポーズ」     | Hanako Oku | Hanako Oku | Hanako Oku        |                 | 4:36 |
| 5.                         | 「彼女」           | Hanako Oku | Hanako Oku | Hanako Oku        | 弦編曲：Aya Ito | 5:17 |
| 6.                         | 「365日の花束」    | Hanako Oku | Hanako Oku | su-kei            |                 | 6:17 |
| 7.                         | 「キミの花」       | Hanako Oku | Hanako Oku | Takahiro Morimoto |                 | 4:24 |
| 8.                         | 「ほのぼの行こう」 | Hanako Oku | Hanako Oku | Hanako Oku        |                 | 3:08 |
| 9.                         | 「思い出になれ」   | Hanako Oku | Hanako Oku | Hanako Oku        |                 | 4:45 |
| 10.                        | 「最後のキス」     | Hanako Oku | Hanako Oku | Hanako Oku        |                 | 5:37 |
| 11.                        | 「Mail」           | Hanako Oku | Hanako Oku | Hanako Oku        |                 | 4:41 |
| 12.                        | 「アイスクリーム」 | Hanako Oku | Hanako Oku | Hiroshi Uesugi    |                 | 4:55 |
| 13.                        | 「スタンプラリー」 | Hanako Oku | Hanako Oku | Hanako Oku        |                 | 4:45 |
| 14.                        | 「遥か遠くに」     | Hanako Oku | Hanako Oku | Hanako Oku        |                 | 5:23 |
| 合計時間:                  | 合計時間:          | 合計時間:  | 合計時間:  | 66:02             |                 |      |

| #  | タイトル                                   | 作詞 | 作曲・編曲 | 時間 |
| -- | ------------------------------------------ | ---- | ---------- | ---- |
| 1. | 「キミの花 (Music Clip)」                  |      |            | 4:20 |
| 2. | 「最後のキス (Music Clip)」                |      |            | 5:36 |
| 3. | 「Making of 「遥か遠くに見えていた今日」」 |      |            |      |
| 4. | 「思い出になれ (Image Clip)」              |      |            | 4:41 |

### 曲解説
Rainy day
2016年の全曲ライブツアーなどで数回披露されていた楽曲。奥によると「17年前に作った曲」であるという。
恋のはじまり
愛という宝物
16thシングル（両A面2曲目）。cross fmメッセージプログラム「GREEN LINE」キャンペーンソング。
プロポーズ
MAST CMソング。2017年3月11日からTVCMバージョンが先行配信された。
本アルバムの発売を記念して「奥華子「プロポーズ」プロモーションビデオをみんなで作ろうキャンペーン」と題するキャンペーンが2017年5月2日から行われ、全国から応募された「しあわせな瞬間」を撮影した写真を用いたプロモーションビデオが製作された。
彼女
アルバム向けに書き下ろされた楽曲。予約・先着購入特典と同時に追加収録曲として発表された。
365日の花束
アルバム向けに書き下ろされた楽曲。予約・先着購入特典と同時に追加収録曲として発表された。
キミの花
17thシングル（両A面1曲目）。テレビアニメ『セイレン』オープニングテーマ。
ほのぼの行こう
ニンテンドー3DS用ゲームソフト『牧場物語 3つの里の大切な友だち』イメージソング。
思い出になれ
16thシングル（両A面1曲目）。テレビ朝日系『じゅん散歩』2016年10月・11月度エンディングテーマ。
最後のキス
17thシングル（両A面2曲目）。
Mail
アルバム向けに書き下ろされた楽曲。
アイスクリーム
アルバム向けに書き下ろされた楽曲。
スタンプラリー
アルバム向けに書き下ろされた楽曲。予約・先着購入特典と同時に追加収録曲として発表された。
遥か遠くに
アルバム向けに書き下ろされた楽曲。収録曲中最後に完成した楽曲で、奥は「マスタリングの2日くらい前にできたんですよ。もう泣きながら作りました（笑）」と話している。